# El Turbón
El Turbón je osamělý horský masiv ve Španělsku, který je dlouhý přes 6 kilometrů a dosahuje maximální nadmořské výšky 2492 metrů. Nachází se v oblasti Ribagorza v autonomním společenství Aragonie mezi řekami Isábena a Ésera. 
El Turbón patří k jižnímu předhůří Pyrenejí. Je tvořen antiklinálou s vápencem a slínem. Na úpatí se nachází svatyně Mare de Déu de les Ares a termální lázně Balneario Vilas del Turbón. Na vrcholu je umístěn geodetický bod. Masiv oplývá množstvím jeskyní.
Hora je přístupná z města El Pont de Suert. Svahy jsou povlovné a výstup snadný, v letních měsících jej však komplikuje silně rozpálená skála.
Podle aragonské legendy na hoře přistál Noe se svou archou. Název je odvozován od místního výrazu pro bouřku „turbonada“ a existuje také pranostika, že když je vrchol Turbónu zahalen mraky, bude v Aragonii pršet.